# Fredagen den 13:e del VIII – Jason intar Manhattan
Fredagen den 13:e del 8 – Jason intar Manhattan är en amerikansk skräckfilm från 1989.

## Handling
Rennie åker på examensresa till New York med sin skolklass, men när det stora fartyget de ska åka med lämnar hamnen tar sig en fripassagerare ombord. Efter många mord och försök att stoppa Jason kommer Rennie med ett antal överlevande till New York. Men Jason har också kommit dit och fortsätter sin massaker i The Big Apple.

## Om filmen
Manusförfattaren och regissören Rob Hedden hade mycket större tankar kring filmen, och beklagade i efterhand att undertiteln blev så pass missvisande, när nu 75 procent av filmen utspelas på skeppet och bara 25 procent i New York. Scenerna vid Times Square och Frihetsgudinnan är de enda som är inspelade i New York. Resten av filmen är inspelad i Vancouver i Kanada. Även om Jason dödar 17 personer räknas det som den minst våldsamma i serien. Det är även den längsta av filmerna.
Filmen är den som dragit in näst minst pengar i hela Fredagen den 13:e-serien. Scenen på Times Square blev ett stort bevis för hur stor "popikon" Jason var i USA vid det här laget. Tonåringar kunde komma förbi inspelningsplatsen, skrika "We love you, Jason" och vilja bli fotograferade tillsammans med Kane Hodder i Jason-kostymen. Filmens mindre lyckade upplägg gjorde dock att filmen gick väldigt dåligt ekonomiskt, och Paramount gjorde aldrig fler uppföljare. Ett par år senare såldes rättigheterna till filmserien, titeln "Friday the 13th" och rollfiguren Jason till konkurrenten New Line Cinema, som redan ägde Freddy Krueger från Elm Street-serien, och möjliggjorde den långa vägen till titanernas möte i filmen Freddy vs Jason som kom 2003.

## Rollista i urval
- Kane Hodder – Jason Voorhees
- Jensen Daggett – Rennie